# Бишиљијето (Козенца)
Бишиљијето је насеље у Италији у округу Козенца, региону Калабрија.
Према процени из 2011. у насељу је живело 346 становника. Насеље се налази на надморској висини од 408 м.